# Provinzialrömische Archäologie
Die Provinzialrömische Archäologie (universitär: Archäologie der römischen Provinzen) beschäftigt sich mit den materiellen Hinterlassenschaften der römischen Provinzen. Forschungsgeschichtlich bedingt liegt ein geographischer Schwerpunkt auf den Nordwestprovinzen.

## Fach
In Abgrenzung zur eher kunsthistorischen Betrachtungsweise, die die Klassische Archäologie lange Zeit dominierte, stellte die Provinzialrömische Archäologie früh vornehmlich Fragen zum Alltagsleben und übernahm Methoden der Ur- und Frühgeschichte. Da sich die Klassische Archäologie inzwischen allerdings vielfach ebenfalls für sozioökonomische Fragestellungen geöffnet hat, haben sich die Fächer einander in dieser Hinsicht inzwischen stark angenähert. Der Hauptunterschied besteht heute darin, dass sich die Provinzialrömische Archäologie vornehmlich mit jener Ausprägung der materiellen Kultur befasst, die sich in den Provinzen durch die Verbindung typisch römischer und einheimischer Elemente ergab.
Gelehrt wird das Fach Archäologie der römischen Provinzen in Deutschland derzeit an den Universitäten in Frankfurt am Main, Freiburg, Köln, München und Bamberg. In Österreich wird die Provinzialrömische Archäologie immer zusammen mit der Klassischen Archäologie betrieben. Schwerpunktsetzungen im provinzialrömischen Bereich sind in Wien, Salzburg, Graz und Innsbruck möglich. In der Schweiz kann das Fach in Basel, Bern und Lausanne studiert werden.

## Seminare und Institute

### Deutschland
- Abteilung II: Archäologie und Geschichte der römischen Provinzen sowie Archäologie von Münze, Geld und von Wirtschaft in der Antike des Instituts für Archäologische Wissenschaften der Johann Wolfgang Goethe-Universität, Frankfurt am Main
- Provinzialrömische Archäologie an der Albert-Ludwigs-Universität, Freiburg im Breisgau
- Klassische Archäologie und Archäologie der Römischen Provinzen am Archäologischen Institut der Universität zu Köln
- Institut für Vor- und Frühgeschichtliche Archäologie und Provinzialrömische Archäologie der Ludwig-Maximilians-Universität, München
- Professur für Archäologie der Römischen Provinzen an der Otto-Friedrich-Universität Bamberg
- Lehrveranstaltungen zur Archäologie der Römischen Provinzen im Fachbereich Kultur- und Geowissenschaften, Historisches Seminar, Alte Geschichte der Universität Osnabrück

### Niederlande
- Abteilung für Provinzialrömische Archäologie sowie Mittelalter- und Neuzeitarchäologie („Roman Provinces, Middle Ages and Modern Period“) an der Fakultät für Archäologie („Faculty of Archaeology“) der Universität Leiden

### Österreich
- Institut für Klassische Archäologie an der Universität Wien
- Fachbereich Altertumswissenschaften, Klassische und Frühägäische Archäologie an der Universität Salzburg
- Institut für Archäologien/Fachbereich für Klassische und Provinzialrömische Archäologie an der Universität Innsbruck
- Institut für Archäologie an der Universität Graz

### Schweiz
- Fachbereich Ur- und Frühgeschichtliche und Provinzialrömische Archäologie der Universität Basel.
- Abteilung Archäologie der Römischen Provinzen am Institut für Archäologische Wissenschaften der Universität Bern
- Institut d’archéologie et des sciences de l’antiquité, Archéologie provinciale romaine der Universität Lausanne